# کاریندیل، کوئینزلند
کاریندیل (به انگلیسی: Carindale) یک حومه شهر در استرالیا است که در کوئینزلند واقع شده‌است.